# Klotterlav
Klotterlav (Opegrapha varia) är en lavart som beskrevs av Christiaan Hendrik Persoon. Klotterlav ingår i släktet Opegrapha, och familjen Roccellaceae. Arten är reproducerande i Sverige.

## Bildgalleri

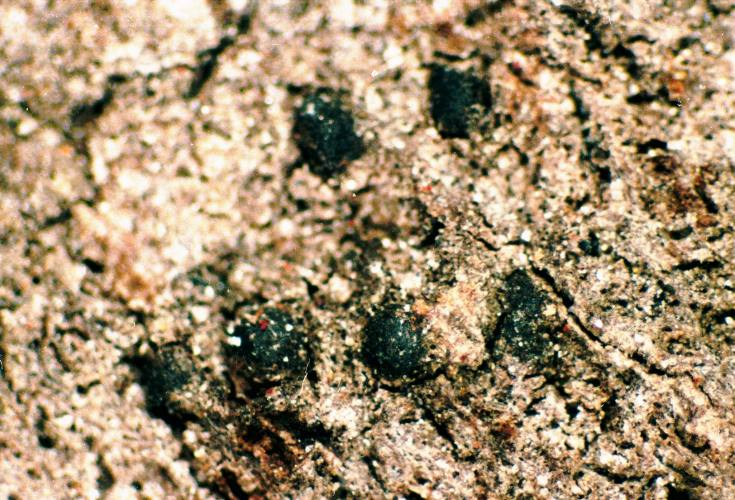
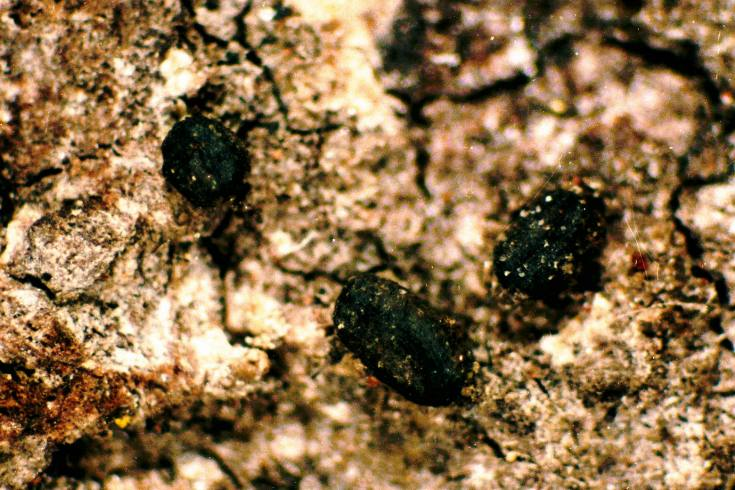
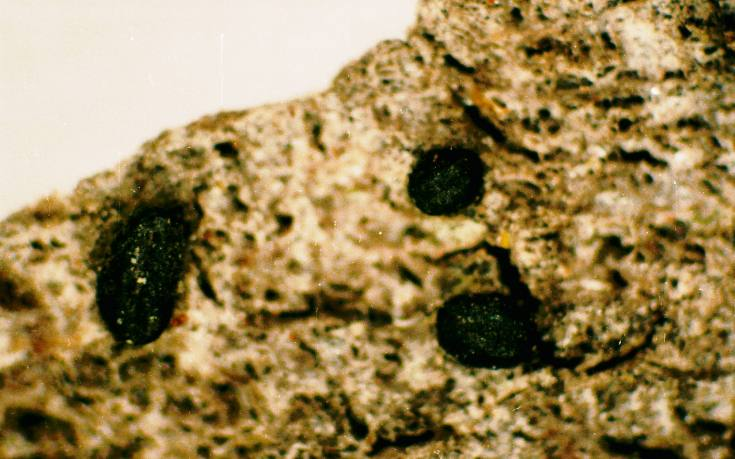
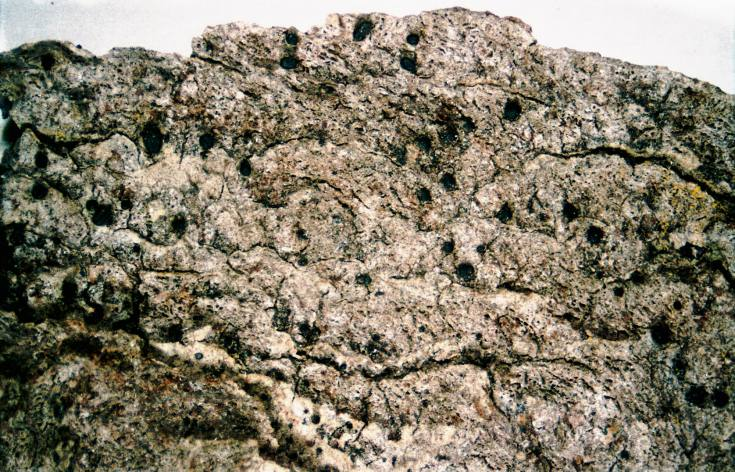